# 名誉教皇
名誉教皇（めいよきょうこう、イタリア語: papa emerito、英語: pope emeritus）は、カトリック教会の栄誉称号であり、退位したローマ教皇の尊号の日本語訳である。日本の政府および報道においては一部を除き名誉法王と翻訳されることが一般的である。敬称は聖下。2013年2月28日に退位した265代ローマ教皇ベネディクト16世（1927年4月16日 - 2022年12月31日）の称号として用いられていた。

## 概説

### 前例なき名誉教皇の称号
第265代教皇だったベネディクト16世の退位後の存命中の尊称として定められた称号である。そもそも、ローマ教皇とはカトリック教会における最高指導者であり、「天国の鍵」を授けられた聖ペトロ以来、歴代教皇はその後継者として「イエス・キリストの代理人」と定められ、その地位は事実上の終身制であった。教皇の退位については教会法第332条第2項に規定があるものの、退位した教皇の呼称やプロトコルについては何ら規定がなかった。そのため、教会法第402条第1項によって教区長を退職した司教に「名誉司教」の称号が与えられることに倣い、「名誉教皇」の称号が新設されたのである。
なお、名誉教皇・名誉司教というように、日本語訳では「名誉」と訳されているが、各言語表記における語源となっているラテン語: emeritus（形容詞）には「名誉」という意味は無く、「引退した」という語義である。

### 名誉教皇の称号発表とプロトコルおよびその処遇について
ベネディクト16世の退位後の称号を「名誉教皇」とすることは、退位を目前に控えた2013年2月26日、教皇庁広報局長でイエズス会司祭のフェデリコ・ロンバルディから発表された。退位の後は教皇の装束である赤い靴や、伝統的な白いスータン、肩にかける白いケープの使用を止め、指輪も教皇位の主な象徴の一つである「漁師の指輪」から枢機卿時代に使用していた「司教の指輪」に改めるものの、敬称については従前の「聖下」を用いることとされた。また、住まいについてはローマの南カステル・ガンドルフォの別荘で短い祈りと省察の時を過ごした後、バチカン市内の修道院に移ることとなった。カステル・ガンドルフォに滞在した後は、3月中まで改修中だったバチカン内の「マーテルエクレジエ（教会の母）修道院」に移り、バチカンから派遣された母国ドイツ出身の秘書と4人の女性職員が身の回りの世話をすることが発表された。退位後については純白の聖職者用の衣服こそ着用するものの、教皇時代の職務からは完全に解放される。ただし、ベネディクト16世はその後の人生について執筆と研究、祈りに捧げるとの意向を示している。

### 600年ぶりの教皇の退位と名誉教皇誕生の影響
なお、教皇の自発的生前退位は約600年ぶり。存命中の教皇が退位したのは1415年、アヴィニョンに対立教皇ベネディクトゥス13世が擁立されるなど教会大分裂の事態に陥った際、分裂解消を図るべく退位を迫られた第205代教皇グレゴリウス12世以来、自ら進んで退位するのは1294年に退位した192代教皇ケレスティヌス5世以来のことであった。ローマ教皇庁立ラテラノ大学教授フィリップ・シェノーは、教皇位が長らく終身制であったことは「長期間、教皇を神聖化してきた結果」だと指摘している。それだけにシェノーはベネディクト16世の退位を「勇気ある決断」と評価。ベネディクト16世以後の教皇も存命中に退位することが慣習化する可能性について言及している。
過去、自ら進んで退位したケレスティヌス5世は在位中、後任となる第193代教皇ボニファティウス8世に退位を打ち明けるなど信頼を見せたものの、ボニファティウス8世は反対派の謀反を恐れるあまり、ケレスティヌス5世をフェレンティーノに近い（現在のラツィオ州フロジノーネ県に所在する）フモーネ城の牢獄に幽閉するフモーネ幽閉という事件も起きている。
2013年のベネディクト16世の退位はカトリック教会全体に衝撃を与え、前教皇の言動が新教皇の障害になりかねないとの懸念も一部から漏れた。ベネディクト16世は退位当日、枢機卿団に対して新教皇への「無条件の服従と崇敬」を誓ったが、その在位中は保守派を重用し、リベラル派は疎外されてきたという。新教皇の選挙資格を持つ枢機卿の過半数の67人がベネディクト16世により任命されているだけに、無記名選挙とはいえども、16世の意に反する人物は選びにくいという空気があったとされる。教皇庁は退位後もベネディクト16世から新教皇への「助言」はありえるとするものの、「介入」はありえないと述べている。しかし、次期教皇の選出には一連の事情も絡み、従来教皇の主たる輩出地だった欧州以外の地域からの選出も囁かれ、存命の名誉教皇がいるという異例のコンクラーヴェとなった。3月12日、コンクラーヴェが行われ、翌13日に5回目の投票で第266代教皇にはアルゼンチン出身のホルヘ・マリオ・ベルゴリオ（教皇フランシスコ）が選出され、同月19日に即位。初の欧州以外の地域から選出された教皇であり、初の南米出身の教皇が誕生した。

### 教皇フランシスコと名誉教皇との会談とその後
一方、退位したベネディクト16世は一時的な離宮としていたカステル・ガンドルフォの別荘に滞在していたが、同月23日に、フランシスコがベネディクト16世の訪問を受け、2人で共に礼拝所に入り、短い祈りを捧げた後、45分ほど会談した。フランシスコからは「私たちは兄弟です」と語りかけたとされるが会談の内容は明らかにされていない。6月には2010年に刊行したイエス論に関する著書の日本語訳本を名誉教皇ベネデイクト16世ヨゼフ・ラツィンガーの名で刊行している。